# Premiers entrepreneurs du coton britannique
Les premiers entrepreneurs du coton britannique sont pour la plupart des inventeurs, à l'origine simples artisans, ingénieurs, utopistes ou religieux. Devenus industriels en levant quelques fonds modestes, ils s'endettent, partagent leur capital et réveillent les régions pauvres du Nord-Est de l'Angleterre, grâce à des voies de communication plus favorables, qui rendent le charbon moins coûteux.
Vers 1760, l'apogée de l'histoire des indiennes de coton en Europe a créé un marché. Reste à se l'approprier par une technologie plus compétitive. Entre 1765 et 1785, une surenchère d'innovations permet d'énormes gains de productivité, réinvestis dans des baisses de prix. La consommation de coton par habitant est multipliée par sept en Angleterre entre 1810 et 1860. Les marchés lointains (Asie, Afrique, Amérique latine) sont conquis puis monopolisés dès 1800 lors du blocus maritime de la France. Le coton anglais augmente alors encore ses économies d'échelle.
La réussite de cette génération d'entrepreneurs fait du coton le premier moteur de la révolution industrielle britannique, entre 1768 et 1830. Après avoir divisé par cinq ses prix de vente en 50 ans seulement, multipliant ses volumes de production par 50 sur la même période, l'industrie cotonnière représente la moitié des exportations britanniques en 1850. Ses profits peuvent alors irriguer l'ère naissante du train, du charbon et de l'acier, d'autant que le coton est gourmand en machine à vapeur.

## Un terreau culturel, politique et financier favorable
La Glorieuse Révolution britannique de 1688 permet aux souverains protestants Marie et Guillaume de monter sur le trône, alors que la France de Louis XIV par la révocation de l'édit de Nantes en 1685 perd des milliers d'artisans huguenots qui fuient Outre-Manche, par exemple à Spitalfields. Instruits, dynamiques, commerçants, ils apportent leur savoir-faire, tandis que 40 000 réfugiés jacobites apportent le-leur en France. Le régime parlementaire, élu par une dizaine de milliers d'aristocrates, stimule le débat d'idée et organise des concours, comme celui de 1734 pour créer un chronomètre de marine, gagné par John Harrison. Il règlemente la durée des brevets, limitée à 17 ans, pour fixer un équilibre entre protection des inventeurs et renouvellement des technologies, facilitant l'innovation.
La Compagnie néerlandaise des Indes orientales inspire le nouvel État britannique, qui arme une flotte rivalisant avec celle de la France. Le budget anglais atteint 15 millions de sterling en 1783, équivalent à celui d'une France trois fois plus peuplée, au PNB 2,5 fois plus élevé (160 millions de sterling contre 68 millions en Angleterre) selon l'historien Fernand Braudel. Revers de la médaille, l'impôt pèse 22 % du PNB en Angleterre contre 10 % en France. Critiquée pour sa dette, Londres surveille ses dépenses : les guerres deviennent plus courtes : 7 ans pour prendre le Canada en 1764, 7 pour perdre les États-Unis en 1783. Les Anglais s'installent au Pakistan en 1750. L'Inde, l'Australie, l'Afrique suivent.
Les voies navigables sont portées à 1 160 miles dans le premier quart du XVIIIe siècle par l’État britannique, pour compléter une intense activité de cabotage, selon Fernand Braudel. Le canal du Midi de Colbert est visité par des Anglais, dont Lord Bridgewater, qui en 1761 s'endette pour relier ses mines de charbon à Manchester, par un canal privé. D'autres canaux, financés par la Bourse, suivent.
La banque d'Angleterre, créée dès 1694, prête directement à l'État. C'est la révolution financière britannique. En 1720, l'écrivain Daniel Defoe, père de Robinson Crusoé, fustige les Hollandais qui multiplient les astuces pour placer la dette publique anglaise : loteries, obligations sur la marine, ou emprunts convertibles en actions, qui inspirent en France le Système de Law. Dès 1698, ils délaissent le Royal Exchange pour se retrouver au Jonathan's Coffee-House, un club de 161 courtiers ou au Lloyd's of London. Les banques commerciales, ou « banques de comté », se multiplient : une douzaine dès 1750, puis 120 en 1784, 200 aux environs de 1797 et 370 en 1800, selon Fernand Braudel. Ces nouveaux banquiers de proximité diffusent le crédit, en exigeant des fonds propres, incitant les entrepreneurs du coton, comme Richard Arkwright et Edmund Cartwright à trouver des associés. L'industrie du coton, dopée par la machine à vapeur et un charbon moins cher, offre un rattrapage aux régions peu peuplées du Nord-Est. 
La révolution agricole britannique est à relativiser, pour les historiens Jean-Pierre Rioux et Fernand Braudel. Les surplus agricoles, concentrés dans le Sud-Est anglais, ne bénéficient pas à Manchester, alors en plein « désert anglais ». Alors trois fois plus peuplée que l'Angleterre, la France a plus de campagnes riches : le PNB français progresse de 110 % entre 1715 et 1800 (contre +82 % pour l'Angleterre), la France profitant également plus de la traite négrière grâce à Saint-Domingue, « perle des Antilles ». Les excédents sont épongés par le placement foncier.

## Les producteurs de laine et de lin préparent le terrain, puis sont balayés
Entre 1701 et 1760, les exportations britanniques de laine doublent, comme celles de l'ensemble de l'Angleterre. Tout au long de cette période, la laine représente le quart des exportations de l'île, contre moins de 10 % pour le coton. La laine de la riche région de Norwich, au nord-est de Londres, profite de la demande de textile, tirée par une population mondiale en croissance. Mais sur la période suivante (1760-1820), le coton fait 26 fois mieux que la laine, en multipliant par 52 ses importations de matière brute, passant de 11 millions de sterling en 1785 à 588 millions en 1850. Côté exportations, la valeur ajoutée fait croître encore plus vite cette industrie.
Vers 1771, le coton décolle : les progrès technologiques dans le filage font chuter le prix de la matière première, obligeant à remédier aux goulots d'étranglement dans le tissage, en cours de résolution dès 1787. Sur seulement 37 ans, entre 1771 et 1808, les importations de coton brut de l'Angleterre sont multipliées par douze. C'est grâce à la contribution de ce nouveau produit, que sur  l'ensemble du XVIIIe siècle le total des exportations britanniques est multiplié par cinq.
Le lin est également un secteur assez développé, en Écosse dès le milieu du XVIIIe siècle, mais sa croissance ne suit pas celle du coton et se heurte à des difficultés pour blanchir le produit, qui ne se résolvent que progressivement que grâce aux progrès de l'industrie chimique

## Les inventeurs et entrepreneurs
Les inventeurs restent souvent à la tête des entreprises qu'ils créent, même s'ils doivent souvent partager la direction et le capital avec des entrepreneurs et associés. Les procédés sont régulièrement améliorés par un nouveau venu dans la Manufacture du textile en Grande Bretagne.
L'histoire des indiennes de coton en Europe révèle la multiplication de fabriques en Suisse dans les années 1700, où l'on se contente d'imprimer le tissu importé, par des planches de bois gravé.
En 1733, la navette volante de l'artisan tisserand John Kay, de la région de Manchester, permet de multiplier la productivité par 4, mais la production reste dans la sphère artisanale. Kay meurt en France, où il a tenté sans succès de vendre son invention. À l'époque, les cotonnades colorées et mystérieuses, arrivent des Indes, où une industrie intégrée des plantations et des tisserands artisanaux s'est d'abord heurtée à des interdictions en France (1686) puis en Angleterre (1700). 
En 1738, Lewis Paul, figure de la communauté des Huguenots ayant fui les persécutions religieuses, s'installe à Birmingham et invente avec le charpentier John Wyatt une machine à filer à roues. Le marché restant étroit, Paul a du mal ne rentabilise pas sa machine, vantée en 1757 dans un poème par le révérend John Dyer.
En 1742, le journaliste et éditeur Edward Cave, fils de paveur, qui a créé onze ans plus tôt The Gentleman's Magazine, rachète le moulin de Marvels Mill, à Northampton pour en faire la première usine de filage, équipée de 250 machines sous licence Lewis Paul.
À la fin des années 1740 : l'histoire des indiennes de coton en Europe s'accélère, avec l'implantation en Alsace, puis sur 4 sites en France, anticipant la fin de l'interdiction en France (années 1750) et le succès de la toile de Jouy (années 1760). Le coton a désormais un marché européen, la baisse des prix générant une demande. Reste à savoir qui en profitera le mieux.
En 1764, Thomas Highs un artisan luthier spécialiste des pièces détachées, né dans la région de Manchester, invente une machine textile qui préfigure la Spinning Jenny, créée l'année suivante dans la même région par James Hargreaves. C'est un rouet sur lequel l'ouvrier peut travailler avec huit broches au lieu d'une, permettant ainsi de multiplier par 120 la productivité. En 1779, Samuel Crompton en propose une version encore améliorée, sous forme de Mule-jenny.
En 1768, Richard Arkwright invente la fileuse Water frame fonctionnant au moulin à eau puis à vapeur. La machine est mise en production industrielle en 1771, grâce à la création d'une société par actions. Richard Arkwright échoue à trouver des capitaux dans la ville voisine de Liverpool et retourne dans son village natal, où il est aidé par un vendeur d'alcool, qui lui prête un local. Des banquiers, les frères Wright, soutiennent l'entreprise et jouent les entremetteurs, en lui présentant ses futurs associés, Need et Strutt.
En 1769, la nouvelle machine à vapeur de James Watt, avec condenseur, permet de bâtir des usines de coton à l'écart des moulins à eau, sur les terres pauvres du Nord-Est, et d'envisager des machines plus puissantes. L'inventeur s'appuie sur Matthew Boulton fils d'un artisan de Birmingham, associé dès 1762 avec John Fothergill pour implanter les usines de Soho où ils fondent des objets d'arts en métal et en verre et impriment des reproductions de peinture, par des procédés gourmands en énergie. Symbole d'un Birminghamshire émergent, Matthew Boulton innove en marketing, en intégrant le dessin des pièces, jusque-là sous-traité, puis sur le plan social, en refusant d'employer des enfants et en instituant une assurance sociale, financé par un prélèvement sur les salaires.
En 1772, le docteur John Roebuck, autre associé de Watt, n'a plus les fonds pour accompagner la croissance de l'entreprise. Boulton accepte de convertir sa créance en une participation qui monte désormais à 66 %. Watt doit s'endetter jusqu'au cou pour suivre. Pendant onze ans, la forge fabrique des pompes à vapeur facilitant l'exploitation des premières mines de charbon, grâce à un procédé quatre fois plus puissant que celui de Thomas Newcomen. Les nouveaux associés parviennent finalement à la rentabiliser lorsque les premiers canaux divisent par deux le coût d'approvisionnement en houille, rendant cette source d'énergie compétitive face au bois. 
En 1778, 300 fileuses Water frame sont utilisées en Angleterre, le long des rivières et des chutes d'eau, 14 ans après le brevet de Richard Arkwright qui a créé lui-même en 1772 une usine employant 800 personnes sur un moulin à 60 kilomètres au sud de Manchester.
En 1779, l'ouvrier fileur Samuel Crompton finalise la Mule-jenny, qui combine les rouleaux de la water frame créée par Richard Arkwright en 1768 et le chariot mobile de la Spinning Jenny créé en 1765 par James Hargreaves. Le parlement le récompense a posteriori par un don de 5 000 sterling.
En 1781, un nouveau modèle de pompe à vapeur, permet de nouvelles utilisations en dehors des mines, dans les fabriques de coton. Quelque 500 machines Boulton & Watt de nouvelle génération sont placées dans les 15 ans qui suivent. En 1775, le parlement donne son feu vert au renouvellement du brevet de 1769, jusqu'en 1799.

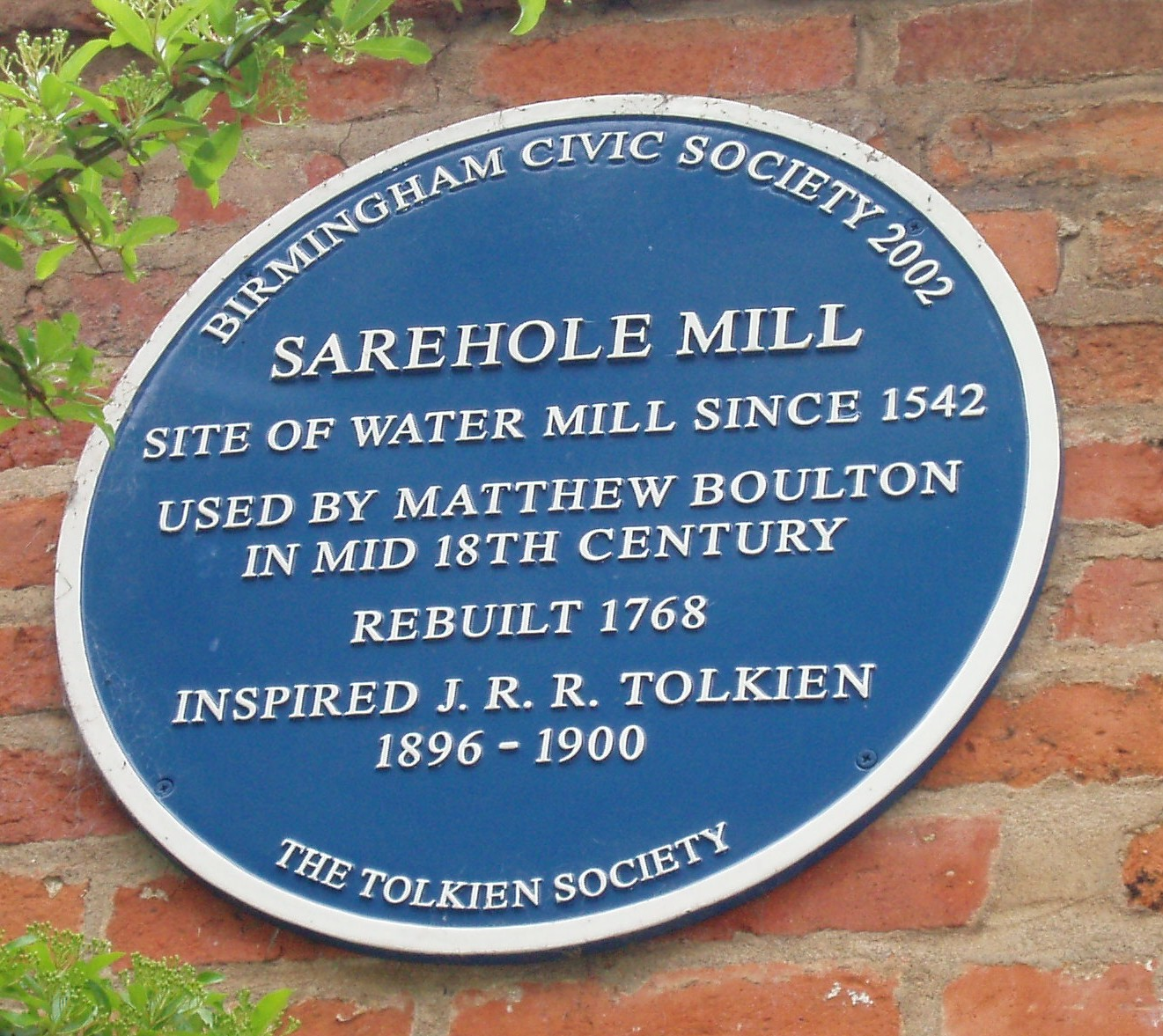
Sarehole Mill's blue plaque commemorating Matthew Boulton

En 1784, nait le village-champignon de New Lanark, où 4 usines comptent bientôt 4 000 ouvriers, avec l'énergie des chutes d'eau de la rivière Clyde, près de Glasgow, après une première tentative à Blantyre. Le fondateur est David Dale, un importateur de lin hollandais de 45 ans, ex-apprenti tisserand et fils d'épicier. Avec son gendre, le penseur socialiste Robert Owen, ils rentabilisent progressivement un brevet sur la Spinning Jenny. Après avoir employé 500 enfants, Owen construit en 1816 des écoles pour les enfants de fileurs et lance en 1817 le mot d’ordre : « 8 heures de travail, 8 heures de loisir, 8 heures de sommeil ».
En 1785, la tisseuse à vapeur automatique du révérend Edmund Cartwright, qui a visité l’année précédente l’usine de Richard Arkwright, en apprenant que le brevet expire en 1784. Alors que le marché du filage est lancé, dopant l'activité des tisserands, les investisseurs prévoient une mécanisation accrue du tissage.
En 1790, Edmund Cartwright et son associé le financier Nicholas Grimshaw installent 200 machines textiles à vapeur près de Manchester, mais l'usine brûle quelques semaines après. Ses propriétaires ont été peu avant abreuvés de lettres de menaces anonymes. Les tisserands de la ville craignent que la fumée des machines à vapeur noircisse leur ciel, les privant d'emploi, selon le poème écrit alors par Lucas un musicien illettré de Manchester, qui se diffuse dans le Lancastershire.

## De l'énergie, de la finance et des voies navigables
Lancé en 1761, le canal de Bridgewater dans le sillage de la navigation Douglas relie sur 65 kilomètres Manchester aux mines de charbon de l'entreprenant duc de Bridgewater et divise par deux le coût du charbon, car un cheval suffit pour tirer six barges reliées les unes aux autres, chargées de 30 tonnes. Le duc est moqué par les chansons tristes du baladin Lucas[Lequel ?]. Un autre canal relie Manchester à la mer. L'audacieux financement des canaux complète les aménagements de rivières opérés depuis un siècle par les pouvoirs publics. Dès 1830, l'Angleterre est le seul pays européen à bénéficier de 6 000 kilomètres de voies navigables, dont un tiers de rivières aménagées et un tiers de canaux. Ce réseau à forte capillarité complète l'intense cabotage permis par l'insularité.
De 1789 à 1792, la spéculation se déchaîne sur les sociétés par action creusant les canaux. En trois ans, 54 d'entre elles entrent en Bourse et lèvent un total de six millions de sterling. Les souscriptions d'actions sont annoncées dans les journaux, enrichissant les investisseurs et les préparant à la grande vague du chemin de fer, venue aussi de la région de Manchester. Sur les 115 introductions en Bourse de 1825, 20 viennent du rail. Le temps fort de la spéculation sur les canaux, appelé « canalmania », de 1789 à 1792, correspond à l'invention de la machine textile à vapeur du révérend Edmund Cartwright. Plusieurs canaux se révèlent finalement inutiles. Dès 1830, un sur deux n'est plus rentable. L'un d'eux, bien situé au nœud fluvial émergent de Birmingham voit son cours quadrupler en quelques années : les progrès de la machine à vapeur et ses nouveaux débouchés, aiguisent la spéculation.
En 1793, Edmund Cartwright fait faillite, déclenchant un premier krach. Seize ans après, en 1809, il est anobli et reçoit une récompense de 10 000 livres votée par le parlement pour sa contribution à l'industrie. Il meurt enrichi de ses nombreux brevets, qui expirent un à un. En 1850, 250 000 machines textiles les utilisent en Angleterre. La disponibilité de la main-d’œuvre joue un rôle mineur, la technologie permettant de s'en passer. En Écosse, où les Highland Clearances ont libéré de la main-d’œuvre dès les années 1740, les importations de coton piétinent à 1 260 balles en 1785..

## Un capital culturel et scientifique qui se diffuse
Dès 1740, après les brevets de Lewis Paul, les étoffes anglaises bénéficient d'une réputation mondiale, grâce à l'avance technologique des métiers à filer, du cardage, du tissage et surtout des apprêts utilisant des calendes de cuivre, qui donnaient aux étoffes un lustre et un brillant inconnus. En 1749, John Holker, jacobite compromis dans bataille de Culloden, fonde à Darnetal, près de Rouen, une manufacture de velours de coton utilisant le savoir-faire de sa région, Manchester.

## Une stratégie mondiale, de l'approvisionnement aux nouveaux marchés
En explosant, les besoins en matière première de l'industrie textile britannique inversent l'histoire de la culture du coton, jusqu'ici centrée sur l'Inde, où production de coton brut et fabrication artisanale sont intégrés. Les plantations du Sud des États-Unis, en Géorgie et Caroline prennent le relais : elles fournissent dès 1805 les deux tiers de la production mondiale de coton brut. La part de marché des États-Unis culmine en 1840 à 90 %, grâce aux nouvelles terres gagnées à l'ouest. La montée en puissance du coton, au détriment des autres cultures (riz, tabac et sucre) se révèle d'abord insuffisante : le prix du coton brut flambe de 50 % dans le port de Liverpool. Puis il diminue progressivement, les planteurs allant défricher des terres qui deviennent les quatre nouveaux États assurant 78 % de la production de coton brut nord-américaine dès 1840 (Tennessee, Alabama, Géorgie et Louisiane). La plupart du temps, ils passent par le golfe du Mexique puis remontent le Mississippi et la rivière Tombigbee.
La spéculation devient immobilière, avec le scandale de Yazoo Land puis l'Alabama fever. La bulle spéculative sur les cours du coton culmine en 1805, juste après la victoire surprise de Jean-Jacques Dessalines contre la France à Saint-Domingue en 1803, et la vente de la Louisiane par la France aux États-Unis. La chute des cours est suivie en 1806 par l'abolition de la traite négrière et une énorme migration vers l'ouest des esclaves, qu'il faut désormais ménager, leur prix ayant augmenté. Le racisme prospère dans les nouveaux États comme l'Alabama, futur fief du ségrégationnisme. La baisse du prix du coton tissé en Angleterre dope ensuite la consommation par habitant, rapidement multipliée par sept. Aux États-Unis, la concurrence d'industriels du coton de la Nouvelle-Angleterre s'appuie sur le protectionnisme : les entrepreneurs anglais doivent trouver d'autres marchés.
Plus encore qu'en Europe, où la laine résiste, le coton britannique joue sur des baisses de prix, pour profiter d'économies d'échelle, en gagnant des marchés en Afrique, en Asie, et surtout dans les nouvelles républiques d'Amérique du Sud qui émergent des difficultés de l'empire espagnol.

## Des obstacles au tournant duXIXesiècle
En France, le décret du 1er messidor an XI (20 juin 1803), qui interdisait toutes marchandises venant directement ou indirectement d'Angleterre, a freiné l'expansion anglaise mais sans satisfaire les premiers industriels du coton français, qui estimaient que la seule interdiction des toiles de coton anglaises n'empêchait pas l'entrée des produits anglais par l'intermédiaire des négociants neutres.
Les mémoires de filateurs français se multiplièrent. Et Bonaparte signait le 6 brumaire an XII (29 octobre 1803) un arrêté qui frappait les toiles de coton et mousselines étrangères d'un droit d'entrée « d'autant de sous par mètre carré qu'il y a de mètres au kilogramme ». Parallèlement, la Société d'encouragement pour l'industrie nationale organisa en 1802 un concours pour concevoir une machine à filer capable d'égaler les Britanniques. Résultat, « on voit maintenant la moitié de l'Empire français envahie par les fabriques de coton en nombre toujours croissant », commentait en 1809 l'Allemand de Hambourg, Philippe André Nemnich.